# Johann Waser
Johann Waser (prima menzione 1556 – Stans, marzo 1610) è stato un politico e condottiero svizzero.

## Biografia
Membro della comunità di Stans e di religione cattolica, era figlio di Kaspar Waser, di Engelberg, che dopo la battaglia di Kappel nel 1531 ottenne la cittadinanza di Nidvaldo, e di Barbara Volkinger. Occupò diverse importanti cariche nel canton Nidvaldo: divenne infatti cancelliere dal 1556 al 1557, alfiere dal 1559 al 1610, dieci volte Landamano tra il 1567 e il 1601, e a partire dal 1559 svolse diverse volte l'incarico di inviato alla Dieta federale. Nel 1562 fu tra l'altro incaricato di missioni presso il Concilio di Trento.

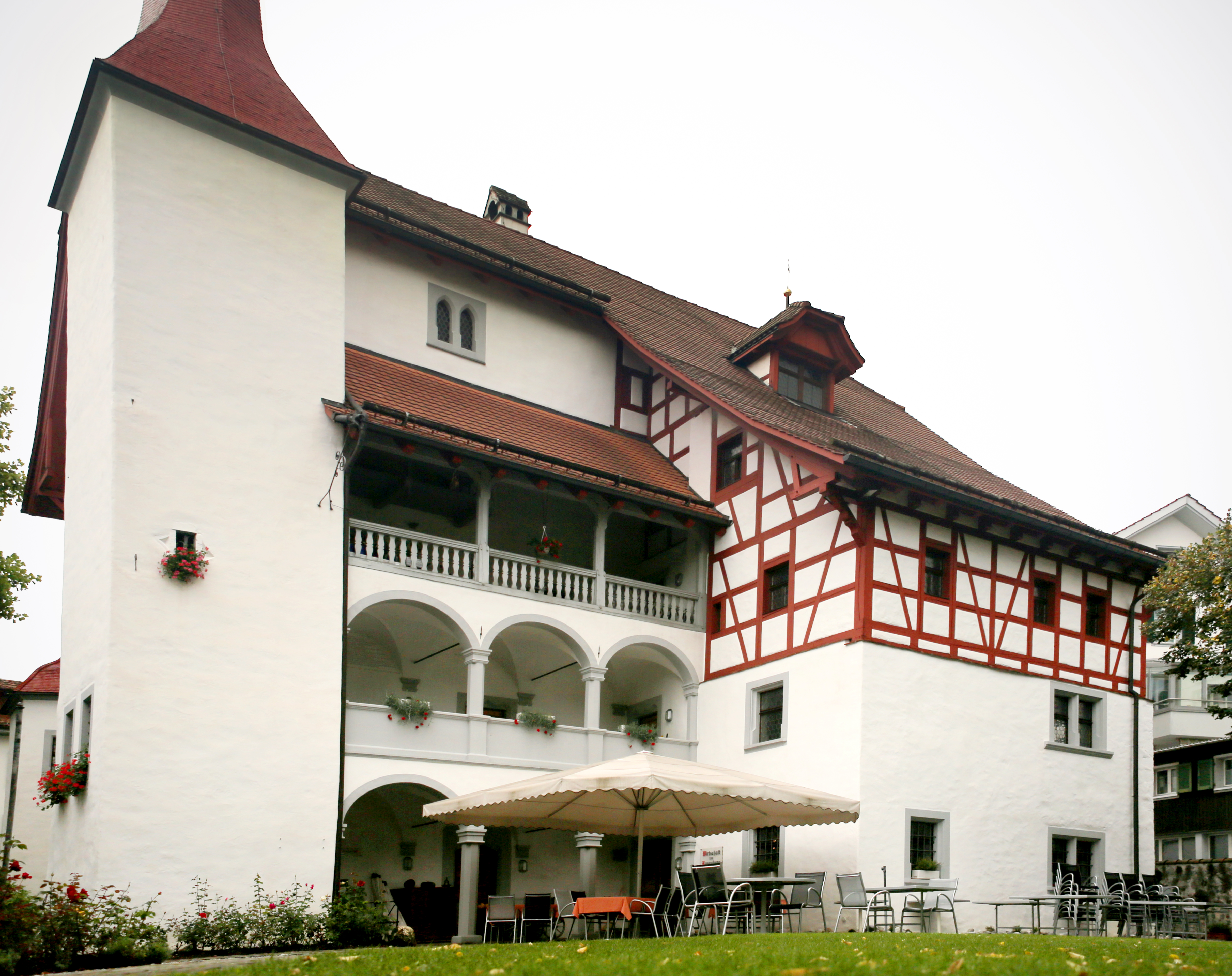
L' Höfli di Stans

Nel 1566 venne nobilitato da re Massimiliano II e nel 1576 fu capitano di una compagnia al servizio del re di Francia Enrico III, che lo elevò al rango di Ritter (cavaliere). Sposato con Margaretha Zelger, figlia del balivo Georg Zelger, grazie al matrimonio divenne proprietario dell'Höfli a Stans. Nel 1592 si risposò con Elisabeth Bodmer, figlia di Kaspar Bodmer.
Durante una cinquantina d'anni, parallelamente alla sua ascesa sociale, con gusto artistico trasformò l'Höfli di Stans in stile rinascimentale, influenzato dai suoi viaggi politici e militari. I mezzi finanziari provenivano dal commercio di pesce (diritti di pesca nel lago dei Quattro cantoni) e da una vetreria acquisita nel baliaggio di Locarno. Il salone di rappresentanza, allestito tra il 1558 e il 1566, fu rinomato, e dal 1885 risiede al Museo nazionale svizzero di Zurigo. In seguito alla sospensione del versamento delle pensioni veneziane dopo la morte di Melchior Lussi, nel 1606 avvenne il crollo finanziario. Il complesso rimase incompiuto e tramite Kaspar Waser passò ai principali creditori, gli eredi di Melchior Lussi.